# Nyctophila heydeni
La cuca de llum balear (Nyctophila heydeni) és una espècie de coleòpter de la família Lampyridae. És una espècie present a l'illa de Mallorca, on podria ser un endemisme.